# Вуоснаярви
Вуоснаярви — пресноводное озеро на территории сельского поселения Зареченск Кандалакшского района Мурманской области.

## Общие сведения
Площадь озера — 7,4 км², площадь водосборного бассейна — 78,4 км². Располагается на высоте 307,9 метров над уровнем моря.
Форма озера лопастная, продолговатая: оно более чем на шесть километров вытянуто с северо-запада с юго-запада на северо-восток. Берега изрезанные, каменисто-песчаные, местами заболоченные.
Из залива на южной стороне Вуоснаярви вытекает река Вуоснайоки, впадающая в реку Кутсайоки, которая, в свою очередь, впадает в реку Тумчу.
В Вуоснаярви расположено более двух десятков безымянных островов различной площади, сосредоточенных преимущественно вдоль юго-восточного берега водоёма.
Населённые пункты и автодороги вблизи водоёма отсутствуют.
Код объекта в государственном водном реестре — 02020000511102000001076.